# Sphecodes rubicundus
De Sphecodes rubicundus (tên tiếng Anh: vroege bloedbij) là một loài Hymenoptera trong họ Halictidae. Loài này được Hagens mô tả khoa học năm 1875.